# Stockheimer Bruch
Koordinaten: 51° 39′ 27″ N, 8° 28′ 54″ O

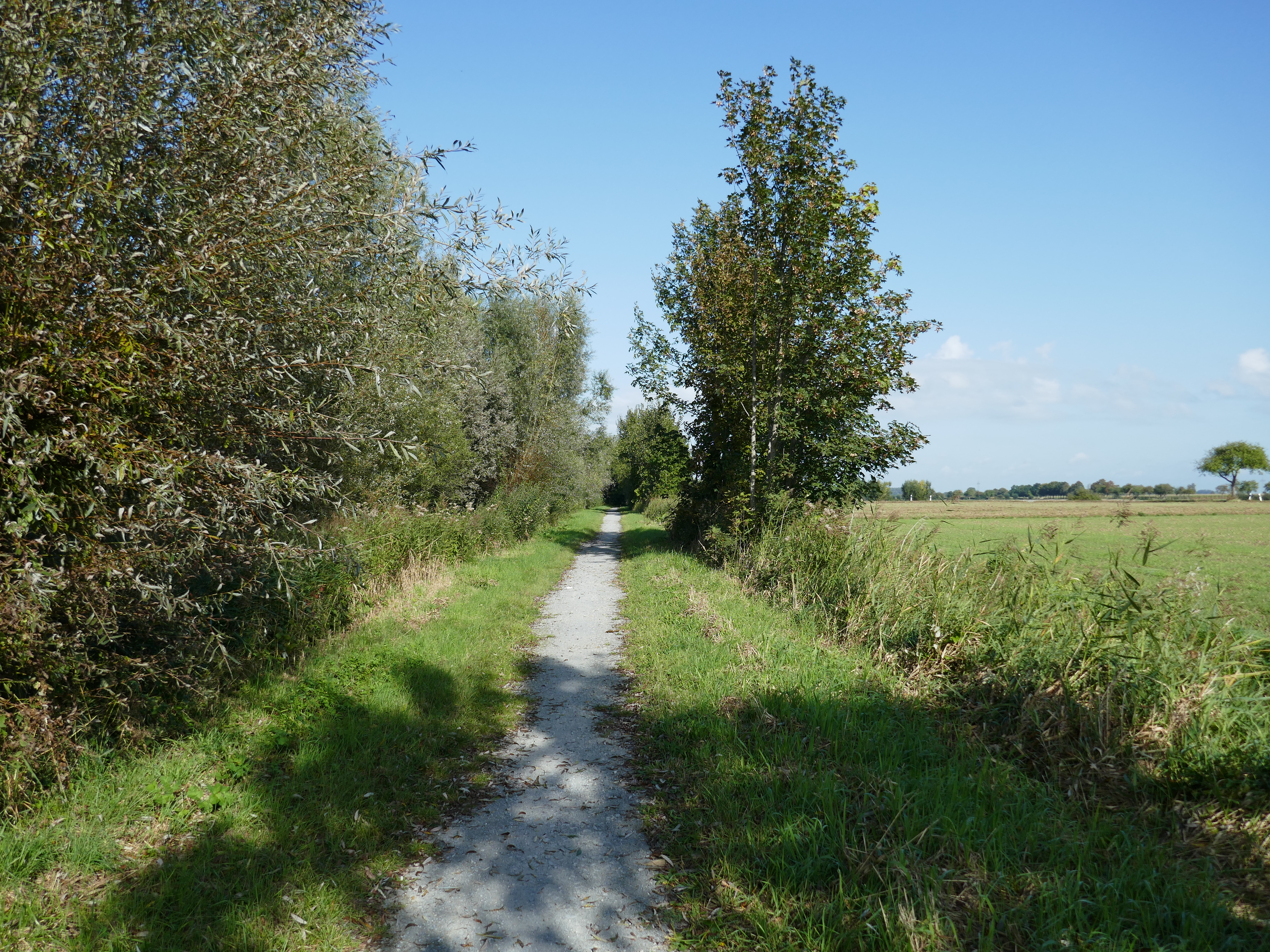
Stockheimer Bruch

Das Naturschutzgebiet Stockheimer Bruch liegt auf dem Gebiet der Stadt Geseke im Kreis Soest in Nordrhein-Westfalen. Es erstreckt sich nordwestlich der Kernstadt Geseke direkt südlich der Landesstraße L 749. Der Störmeder Bach durchfließt das Gebiet.

## Bedeutung
Für Geseke ist ein 101,13 ha großes Gebiet unter der Schlüsselnummer SO-002 als Naturschutzgebiet ausgewiesen.